# Christian von Borries

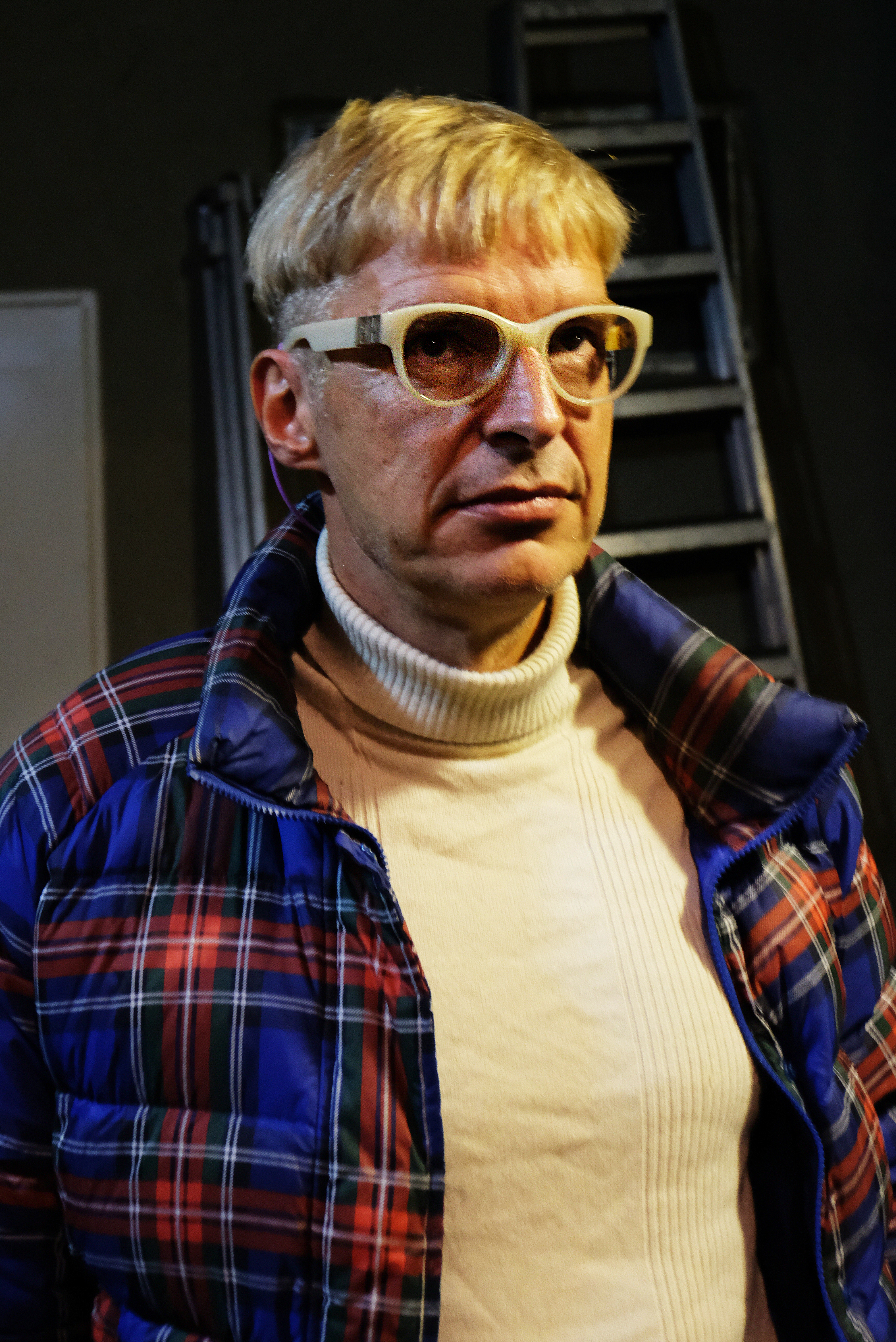
Christian von Borries (2020)

Christian von Borries (* 1961 in Zürich, Schweiz) ist ein deutscher Dirigent, Flötist, Komponist, Produzent und Filmemacher, der in Berlin lebt und arbeitet.

## Leben
Nach seinem Studium in Freiburg, Frankreich und den USA war von Borries zunächst Soloflötist am Opernhaus in Zürich und wurde durch Gespräche mit Nikolaus Harnoncourt und Carlos Kleiber zum Dirigenten. 1998 startete er die Reihe „musikmissbrauch“, in der er ungewöhnliche Bearbeitungen klassischer Werke präsentierte.
Die Reihe thematisierte Aneignungsmöglichkeiten und Rezeptionszusammenhänge von Musik. Stücke wurden zu schnell oder zu langsam oder aber auch zum ersten oder letzten Mal gespielt, Fragmente wurden ergänzt, Tonaufnahmen in Livekonzerte integriert, Räume akustisch verändert, gebrauchte Musik verschönt und klassische Musik verbraucht. 2002 war Christian von Borries mit „musikmissbrauch“ zum Lucerne Festival eingeladen. Zusammen mit Martin Hossbach gründete er 2002 das Musiklabel „Masse und Macht“, auf dem bis heute drei Veröffentlichungen auf Vinyl und CD erschienen.
Von 2003 bis 2004 führte er die vier Veranstaltungen umfassende Konzert- bzw. Performancereihe „Psychogeographie“ durch. Die Veranstaltungen fanden u. a. in der Cargolifterhalle und dem Palast der Republik statt. Ein Thema war dabei die Nutzbarmachung unterschiedlichster Orte für das Spielen und Aufführen von Musik, immer aber auch die historische Schichtung der Veranstaltungsorte. In der Cargolifterhalle beispielsweise wurde das Publikum direkt mit einbezogen, es bewegte sich in Krankenhausbetten durch die Halle um das Orchester herum. Von Borries selbst nannte dieses Ereignis „Bayreuth in Briesen-Brand – Kapitalismus als Tempelreligion“. 2003 wurde Christian von Borries als Produzent für den Sampler Replay Debussy mit dem ECHO Klassik in der Kategorie „Klassik ohne Grenzen“ ausgezeichnet. Das Album versammelte zehn international renommierte Musiker, darunter auch Ryūichi Sakamoto und Jamie Lidell, die ihre Interpretation zu Debussys Prélude à l’après-midi d’un faune beisteuerten.
Bei den Ruhrfestspielen 2004 in Recklinghausen gestaltete er zusammen mit Chören aus dem Ruhrgebiet einen Hymnenabend, was ihm den Namen „Gotthilf Fischer der Avantgarde“ (Nicolas Stemann) einbrachte. Zum Ersatzstadtwochenende der Volksbühne in Berlin trug er 2005 mit dem Stück „Peeping Around Corners“ bei, das er mit dem RIAS-Jugendorchester aufführte. 2006 folgte Tannhäuser am Deutschen Hof / Kabul mit der Weimarer Staatskapelle, das „der Schlingensief der Klassik“ (Die Welt) auf der Wartburg aufführte. Zur documenta 12 konzipierte von Borries in einem kollektiven Arbeitsprozess mit den Künstlern Alice Creischer und Andreas Siekmann zusammen fünf musikalische Szenen und ein Libretto unter dem Titel Auf einmal und gleichzeitig – eine Machbarkeitsstudie: Musikalische Szenen zur Negation von Arbeit. Das Stück wurde in einem Einkaufszentrum am Königsplatz in Kassel aufgeführt. 2007 kehrte Christian von Borries mit der Gesamtleitung von Lulu oder Wozu braucht die Bourgeoisie die Verzweiflung mit der Videokünstlerin Catherine Sullivan und den Berliner Symphonikern an die Volksbühne in Berlin zurück.
Aus der Beschäftigung mit der Technik des Sampelns und von Borries’ Kritik am Urheberrecht in der Musik ging 2008 der Vorschlag für eine Nationalhymne des Kosovo hervor, die aus einem Sample-Mash-Up der deutschen, serbischen, albanischen und europäischen Hymne entstand. Von Borries schrieb dazu in seiner Kolumne des Musikmagazins Spex: „Der NATO-Angriff 1999 auf Serbien, logistisch vom Terror-Netzwerk UÇK unterstützt, und von ›Freude schöner Götterfunken‹, der NATO- und EU-Hymne, war der dritte im 20. Jahrhundert mit deutscher Beteiligung. Doch was wird aus dem Kosovo, einem Land ohne Hymne und andere nationale Symbole? Mein zugegeben klebriger Vorschlag für den Kosovo steht auf spex.de zum Download bereit. Nehmt ihn euch, jetzt könnt ihr auch zur Olympiade fahren.“
Mit The Dubai in Me legte von Borries 2010 seinen ersten Film vor, für den er auf dem Filmfestival von Marseille ausgezeichnet wurde. Der Film thematisiert die Diskrepanz zwischen den Bildern, die von Dubai und seinem Traum vom entfesselten Wachstum um die Welt gehen, und der Tristesse, dem Leid und der Rechtlosigkeit der Arbeiter, die man vor Ort wirklich vorfindet.
Aufmerksamkeit zogen von Borries und seine Lebensgefährtin Vera Tollmann mit dem Bau ihres Wohnhauses in Berlin auf sich. In Selbstbauweise setzten sie zusammen mit den Berliner Architekten Martin Heberle und Christof Mayer, inspiriert von den französischen Architekten Lacaton & Vassal, ein aus Gewächshausteilen und einem beheizbaren Kern bestehendes Haus auf eine alte Fabrik in Berlin-Gesundbrunnen. Dabei gelang es, mit den Baukosten unter 600 €/m² zu bleiben. Die TU Berlin lud von Borries und den Architekten Arno Brandlhuber daraufhin zu einem Werkbericht ein, dem von Borries den Titel Neues aus dem Hegemonietempel gab.
Im Wintersemester 2010/2011 war er als Gastprofessor am Lehrstuhl für Architektur- und Stadtforschung an der AdbK in Nürnberg in der Lehre tätig.
2020 hatte sein Film A.I. Is The Answer – What Was The Question? auf dem Münchner Underdox-Festival Premiere.